# Ruta Estatal de Nevada 564
La Ruta Estatal 564 es una carretera de Oeste a este, en Henderson conecta el área del Sur de Las Vegas con Lake Mead. La ruta es conocida también como Lake Mead Parkway

## Descripción de la Ruta
La Ruta Estatal de Nevada 564 empieza como una continuación del anillo periférico de Las Vegas (Interestatal 215) en la autopista de intercambio "Henderson Spaghetti Bowl", cruce de la Interestatal 11/Ruta 93/Ruta 95. La ruta continúa al este hacia el centro de Henderson para cruzar la Carretera Boulder (SR 582) antes de girar al noroeste para terminar en los límites de Lake Mead National Recreation Area.

## Historia
La SR 564 reemplazó a la que era conocida como la Ruta Estatal 146 a lo largo de Lake Mead Parkway. Mientras se construía el anillo periférico de Las Vegas a finales de los años 1990, las últimas cinco millas de Saint Rose Parkway y la Interestatal 515 fueron construidas en la alineación de la Ruta Estatal 146. Desde que el Departamento de Transporte de Nevada no alinea permanentemente a las carreteras estatales a lo largo de las Interestatales o rutas, por lo que se separó de la Ruta Estatal 146 en dos segmentos distintos. El segmento oriental de la Ruta Estatal 146 fue reasignado a la Ruta Estatal 564 en junio de 2002 (los paneles de los postes de mileajes a lo largo de la carretera aún tienen la designación de la Ruta Estatal 146).
Lake Mead Parkway fue originalmente llamado Lake Mead Drive, hasta mediada la década de 2000.